# Bogus Deep Purple
Bogus Deep Purple (česky Falešní Deep Purple) je vžité označení pro americkou hudební skupinu, která v roce 1980 odehrála několik koncertů pod názvem Deep Purple, ačkoliv neměla s původními Deep Purple téměř nic společného. Jediným skutečným členem byl zpěvák Rod Evans. Krátké působení skupiny ukončila žaloba managementu Deep Purple, po níž už nesměla pod tímto jménem vystupovat a zanikla.

## Pozadí
Rod Evans byl zakládajícím členem Deep Purple a v kapele působil jako zpěvák v letech 1968–1969. Nazpíval první tři alba, která však s výjimkou singlu Hush nezaznamenala velký ohlas. Evans byl nadto pokládán za slabého a nevýrazného frontmana s nedostatkem skladatelské invence. V roce 1969 proto proběhla tajná výměna za Iana Gillana, o níž Evans dopředu nevěděl. Podobně byl nahrazen také původní baskytarista Nick Simper Rogerem Gloverem. Ani Evans, ani Simper poté už výraznější úspěchy nezaznamenali a Evans po několika letech z hudební branže odešel, vystudoval medicínu a pracoval v americké nemocnici.
Samotní Deep Purple ukončili po vleklých problémech svou činnost v roce 1976 a jednotliví členové byli aktivní v dalších hudebních uskupeních.

## Historie
V roce 1980 oslovila Evanse agentura Advent Talent Associates zabývající se reuniony slavných rockových skupin s minimem původních členů s nabídkou na obnovení Deep Purple. Evans na tento nápad kývl. Agentura poté doplnila kapelu většinou neznámými muzikanty v následující sestavě:
- Rod Evans – zpěv
- Tony Flynn – kytara
- Tom de Rivera – baskytara
- Geoff Emery – klávesy
- Dick Jurgens III – bicí

Osloven byl i původní baskytarista Nick Simper, ten však odmítnul. Bubeník Dick Jurgens III byl vnukem známého skladatele z dob big bandů Dicka Jurgense.
První vystoupení kapely se odehrálo v červenci na velkém stadionu v Mexiku. Podle recenze časopisu Conecte koncert provázelo nepříznivé počasí, v jeho začátku začalo pršet. Skupina začala set písní Highway Star, která až do roku 1974 zahajovala vystoupení skutečných Deep Purple. dále zahrála jak skladby z Evansovy éry (Hey Joe nebo Mandrake Root), tak nejznámější hity včetně Smoke On The Water nebo Space Truckin‘. Reakce publika byla rozpačitá, jednak z vytrvalého deště a také ze samotného vystoupení. Ani nepožádali o přídavek a promočení a promrzlí odcházeli.
Další publicity se kapele dostalo téhož měsíce, když byla v časopise Performance uveřejněna fotografie kapely s nápisem Deep Purple.
Vrchol tohoto neslavného uskupení přišel při velkém koncertu v americkém Long Beach, kde hráli na stadionu pro 12 tisíc lidí. Na toto vystoupení lákal kontroverzní plakát, na němž se skvěl velkými písmeny název Deep Purple (z alba Stormbringer) a pod ním jména šesti nejvýznamnějších členů: Ritchie Blackmore, David Coverdale, Ian Gillan, Roger Glover, Glen Hughes, Jon Lord, Ian Paice, ovšem s tím, že jmenovaní na koncertě nevystoupí! Na koncert proto přišla řada diváků zmatených – netušili, co přesně uvidí, někteří doufali v reunion, jiní zase v kompletní sestavu všech členů.
Kapela opět začala set písní Highway Star, následovalo Might Just Take Your Life (kterou prý Evans uvedl jako „píseň z našeho alba Burn.“). V té chvíli však většině fanoušků došlo, čeho jsou svědky a mnozí začali odcházet.  Kapela předvedla ještě například Woman From Tokyo (kterou originální Deep Purple živě nehráli) nebo opět Smoke On The Water. Její vystoupení doprovázely složité kouřové a světelné efekty, vystoupení se však opět příliš nelíbilo.

## Žaloba a ukončení činnosti
Na skupinu následně podal management skutečných Deep Purple žalobu, aby jim znemožnil používat toto jméno a svými vystoupeními ho poškozovat. Ian Paice a Jon Lord, dva původní členové kapely sice řekli, že nechtěli podávat žalobu proti bývalému spoluhráči, ale záleželo jim na ochraně dobrého jména. Evansovi tak bylo nařízeno zaplatit odškodnění ve výši 672 012,44 dolarů a společně s ostatními členy měl uhradit ještě 143 973,52 za soudní výlohy. Jelikož Evans nemohl tak velkou částku zaplatit, přišel o všechny tantiémy, které mu plynuly z prvních tří alb Deep Purple, na nichž se podílel.

## Dozvuky
Rod Evans poskytl v září roku 1980, ještě před zákazem, rozhovor časopisu Sounds. Popisoval v něm, jak se k projektu dostal a optimisticky mluvil také o budoucnosti. Na otázku, zda si myslí, že může vystupovat pod jménem Deep Purple, Evans tvrdil, že má na jméno „v jistém smyslu právo“ a poukazoval na to, že i dříve se sestava kapely měnila. Agentura se prý také spojila s Jonem Lordem a Ianem Paicem a dostalo se jim ubezpečení, že nemají v úmyslu v dohledné době Deep Purple sami obnovovat, což Evans vykládal jako „částečné požehnání“. Dodal, že hodlá s kapelou natočit nová alba a pokračovat v činnosti. V případě žaloby je prý ochoten pokračovat dál pod jiným jménem. Písně Deep Purple prý se skupinou hrál, protože fanoušci tyto skladby očekávají a chtějí je slyšet.
Evans byl později popsán jako „milý chlap, který se možná nevědomky zapletl do problému daleko většího, než byl on sám…“
Po roce 1980 se Evans stáhl z veřejného života. Na pódiu už nikdy nevystoupil. Když byl  jako člen Deep Purple v roce 2016 uveden do Rock’n’Rollové Síně slávy, na ceremoniál se nedostavil. Podle slov bubeníka z kapely Captain Beyond Bobbyho Caldwella se vrátil k profesi lékaře a daří se mu dobře.
Ke skutečnému comebacku Deep Purple došlo až v roce 1984, kdy se dala dohromady druhá, nejslavnější sestava kapely, natočila album Perfect Strangers a vyrazila na celosvětově úspěšné turné.